# Głos (pismo)
Głos. Tygodnik Literacko-Społeczno-Polityczny, od 1900 roku podtytuł Tygodnik Naukowo-Literacki, Społeczny i Polityczny – polski tygodnik wydawany od 1886 do 1905 roku w Warszawie. Założony przez Jana Ludwika Popławskiego, Józefa Karola Potockiego, Aleksandra Więckowskiego i innych. Redaktorem naczelnym i wydawcą pisma był do czasu swego zesłania w 1894 roku Józef Karol Potocki. Pierwszym wydawcą pisma był Władysław Kiercz.
Do zespołu redakcyjnego weszli: Popławski (faktyczny kierownik pisma), Adolf Dygasiński, Zygmunt Heryng, Józef Kotarbiński, Henryk Nusbaum, Aleksander Więckowski, Michał Wołowski, Adam Zakrzewski (do 1888 roku), Józef Hłasko (od 1888 roku).
Współpracownikami pisma byli m. in: Mieczysław Brzeziński, Bronisław Chrzanowski. Ludwik Krzywicki, Bolesław Limanowski, Aleksander Łętowski, Wacław Nałkowski, Edward Przewóski.
Był początkowo pismem o tendencjach lewicowych, w 1888 roku doszło do rozłamu, Krzywicki, Nałkowski i inni socjaliści zerwali z nim współpracę. Głos znalazł się pod dominującym wpływem Ligi Polskiej, a od 1893 roku Ligi Narodowej. W 1889 roku współpracę z pismem nawiązali: Roman Dmowski, Zygmunt Balicki, Jan Stecki. Pisywali w Głosie: Władysław Jabłonowski, Edward Paszkowski, Stanisław Chełchowski i inni. W 1894 roku pismo zawieszono za udział w manifestacjach ku czci Jana Kilińskiego. Wznowione w 1895 roku pod nominalną redakcją Tadeusza Strzembosza, faktycznym redaktorem naczelnym był Zygmunt Wasilewski. Do głównych współpracowników pisma należeli wówczas: Stanisław Bukowiecki, Bolesław Koskowski i Jan Stecki.
W piśmie publikowali m.in.: Zygmunt Miłkowski (Teodor Tomasz Jeż), Jan Kasprowicz, Adolf Dygasiński, Maria Konopnicka, Antoni Lange, Jan Lemański, Bolesław Leśmian, Władysław Orkan, Eliza Orzeszkowa, Władysław Reymont, Wacław Sieroszewski, Antoni Sygietyński, Kazimierz Przerwa-Tetmajer, Stefan Żeromski.
W 1900 roku pismo zostało sprzedane Janowi Władysławowi Dawidowi, który został jego redaktorem naczelnym, stając się organem radykalnej inteligencji, udostępniając swoje łamy głównie publicystom związanym z Socjaldemokracją Królestwa Polskiego i Litwy. Współpracownikami Głosu byli wówczas: Gustaw Daniłowski, Henryk Forszteter, Grzegorz Glass, Benedykt Hertz, Janusz Korczak, Krzywicki, Ludwik Stanisław Liciński, Zofia Nałkowska, Wacław Nałkowski, Andrzej Niemojewski, Władysław Orkan, Stanisław Przybyszewski, Karol Radek, Leopold Staff, Adolf Warski, Juliusz Żuławski. Głównym publicystą był Stanisław Brzozowski, który był inicjatorem kampanii przeciwko Henrykowi Sienkiewiczowi. Przyjęcie przez pismo w 1905 roku hasła „proletariusze wszystkich narodowości łączcie się”, spowodowało likwidację pisma i proces redaktorów. Kontynuacją Głosu były tygodniki: Przegląd Społeczny (1906-1907) i Społeczeństwo (1907-1910).